# المهن الطبية للأدوية
المهن الطبية للأدوية شركة مصرية أنشئت عام 1984 وأدرجت في البورصة المصرية في أبريل عام 1997 وتعد أحد أكبر مصنعي الأدوية المحليين في مصر. تقوم الشركة بتصنيع وتوزيع الأدوية ومستحضرات التجميل والمنتجات الغذائية الخاصة داخل مصر وخارجها. تتكون خطوط الإنتاج التابعة للشركة من المنتجات الخاصة بها وكذا المنتجات المرخصة.

## المساهمين
- أكديما
- العربية للصناعات الدوائية والمستلزمات.
- مؤسسه نوماس التجارية.
- تنميه للتأجير التمويلي والاستثمار.
- المهن الطبية للاستثمار.
- الليبية للاستثمارات.
- صندوق الإعانات والمعاشات لاتحاد نقابات المهن.[3]

## رؤساء الشركة
- عوض جبر.[4]
- أحمد كيلاني.[5]